# 圣布里代布瓦
圣布里德布瓦（法語：Saint-Bris-des-Bois，法語發音：[sɛ̃ bʁi de bwa]）是法国滨海夏朗德省的一个市镇，属于桑特区。

## 地理
圣布里德布瓦（45°46'0"N, 0°29'23"W）面积9.06 平方千米，位于法国新阿基坦大区滨海夏朗德省，该省份为法国西部滨海省份，北起旺代省，西临大西洋，南至吉倫特省，东南接多爾多涅省，东北接德塞夫勒省接壤，东临夏朗德省。
与圣布里德布瓦接壤的市镇（或旧市镇、城区）包括：布里藏堡、比里、圣塞赛尔、维拉尔莱布瓦、瓦勒德干邑。
圣布里德布瓦的时区为UTC+01:00、UTC+02:00（夏令时）。

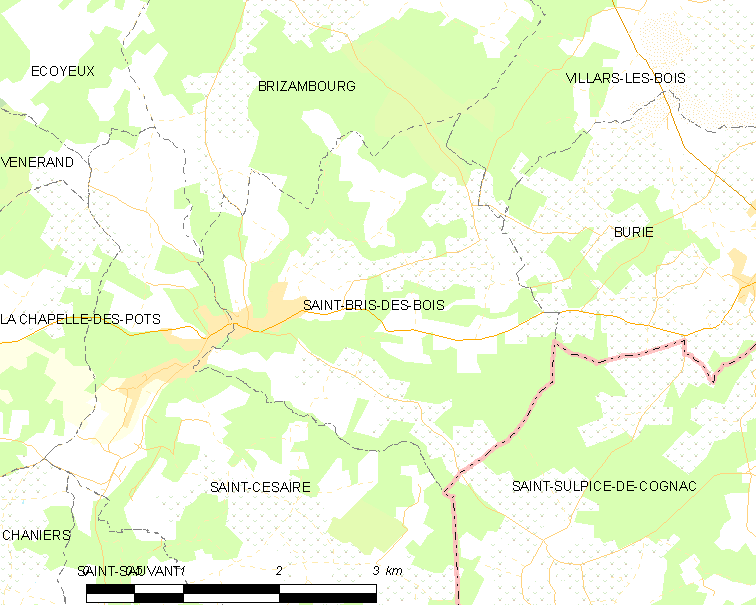
圣布里德布瓦的OSM定位图

## 行政
圣布里德布瓦的邮政编码为17770，INSEE市镇编码为17313。

## 政治
圣布里德布瓦所属的省级选区为沙尼耶县。

## 人口

1962-2008年间圣布里德布瓦人口变化图示

圣布里德布瓦于2022年1月1日时的人口数量为388人。